# Борислава Борисова
Борислава Борисова (болг. Борислава Борисова; нар. 27 лютого 1951, Попово) — болгарська шахістка, представниця Швеції від 1977 року, міжнародний майстер серед жінок від 1974 року. Під час своєї кар'єри виступала під прізвищем Борисова-Орнштейн.

## Шахова кар'єра

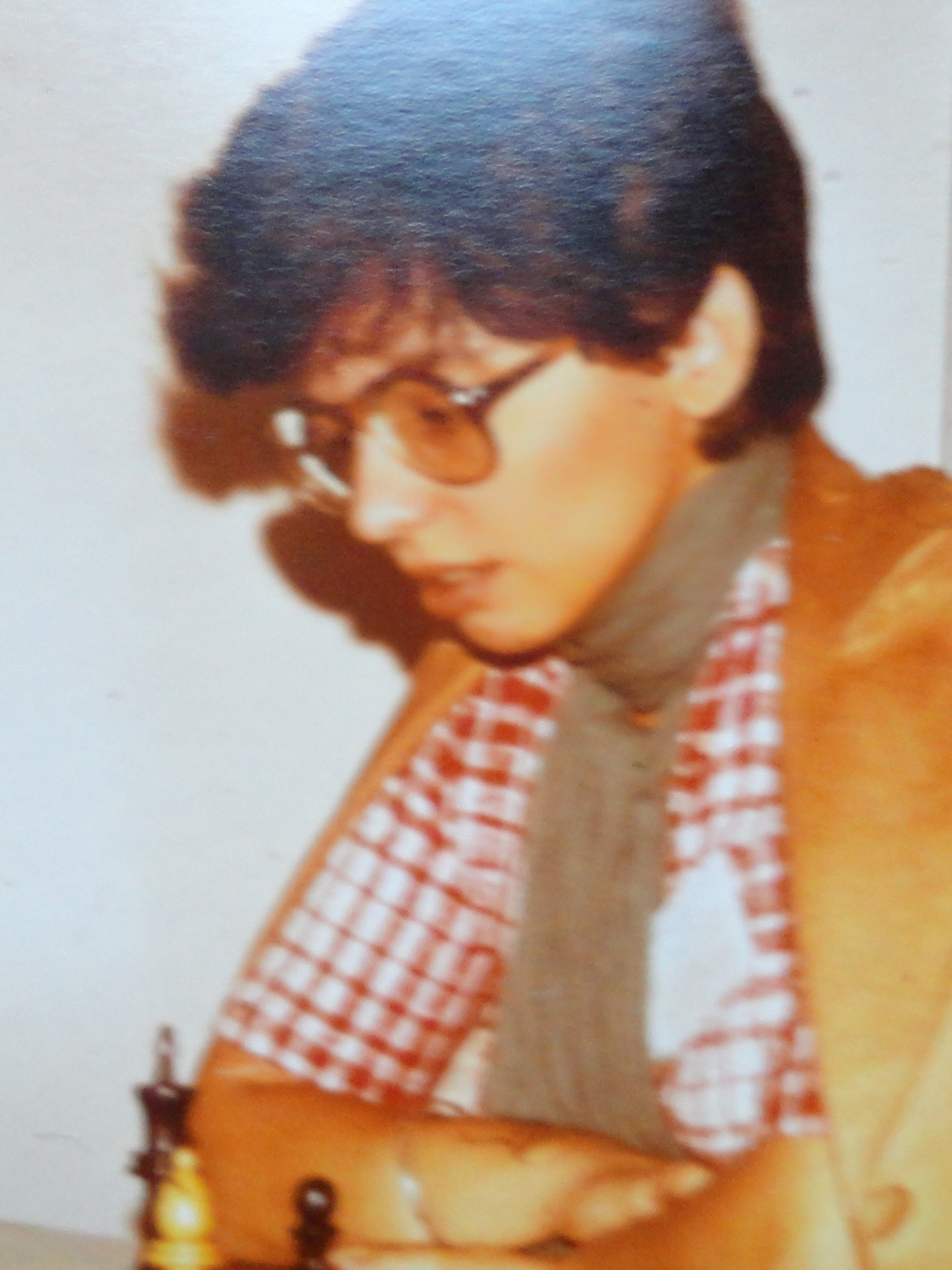
Борислава Борисова (1979)

Кілька разів брала участь у фіналах чемпіонату Болгарії, здобувши чотири медалі: золоту (1976), дві срібні (1972, 1977) і бронзову (1975). Після еміграції в Швецію належала до числа провідних шахісток цієї країни. У 1978—1994 роках сім разів (зокрема двічі на 1-й шахівниці) брала участь у шахових олімпіадах, двічі здобувши бронзові медалі в особистому заліку (1978 — на 1-й шахівниці, 1992 — на 2-й шахівниці). Двічі кваліфікувалась на міжзональні турніри (відбіркового циклу чемпіонату світу), посівши 10-те місце в Ріо-де-Жанейро (1979) і 12-те місце у Бад-Кіссінгені (1982). У наступних роках двічі посіла 3-тє місце (Ексйо 1985 — позаду Пії Крамлінг і Ніни Гойберг, а також Геусдал 1987 — позаду Ніни Гойберг і Крістіни Нюберг) на зональних турнірах, не пройшовши до наступного етапу змагання за звання чемпіонки світу. У 1985 і 1989 роках представляла Швецію на командному Нордичному кубку, 1985 року вигравши золоту медаль.
Найвищий рейтинг Ело в кар'єрі мала станом на 1 січня 1987 року, досягнувши 2210 очок займала тоді 2-ге місце (позаду Пії Крамлінг) серед шведських шахісток.